# Lionel Coleman
Lionel Maurice Coleman (29 de março de — 25 de setembro de 1941) foi um ciclista canadense. Ele representou o Canadá nos Jogos Olímpicos de Verão de 1936, em Berlim.